# ژان-متیو-فیلیبرت سروریر
ژان-متیو-فیلیبرت سروریر (انگلیسی: Jean-Mathieu-Philibert Sérurier); مارشال، فرمانده، کنت و فرماندار فرانسوی در عهد ناپلئون بناپارات بود. وی که در خانواده‌ای متوسط به دنیا آمده بود، در دوران جوانی به ارتش پیوست و در جنگ هفت‌ساله شرکت جست. ژان پس شرکت در جنگ‌های مختلف و انقلاب ۱۷۸۹ فرانسه توانست به درجات بالای نظامی راه یابد. وی پس از انقلاب عازم مناطق درگیری ایتالیا شد و کنترل نیروهای فرانسوی مستقر در آنجا را برعهده گرفت تا سرانجام در زمان قدرت‌گیری ناپلئون به مقام مارشال رسید.